# マスキングテープ

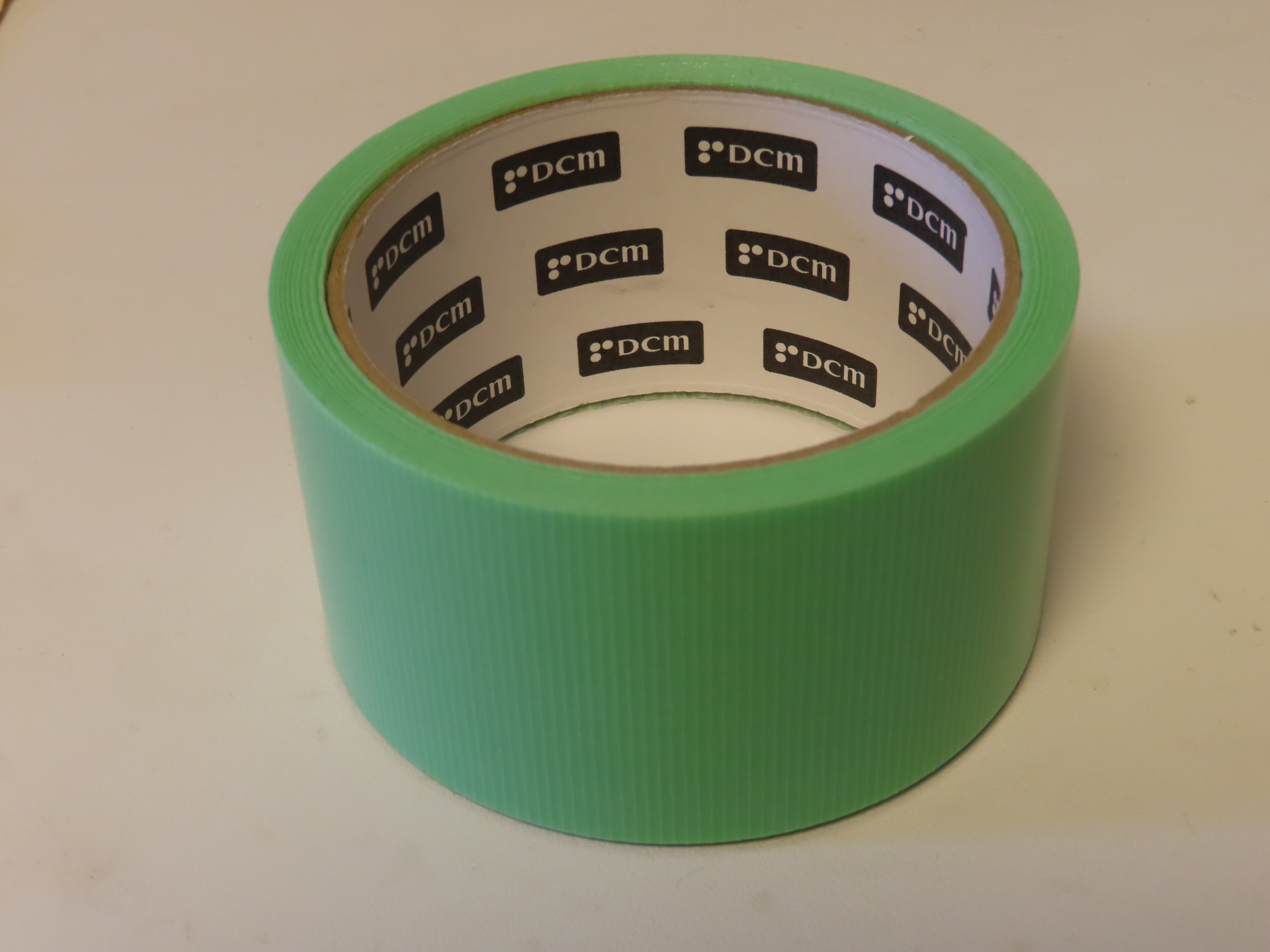
緑色したマスキングテープ（養生テープ）

マスキングテープ（英語: masking tape）は塗装をはじめとするシーリングやコーキングの際に塗装箇所以外を汚さない目的で使用される保護用の粘着テープ。
「マスキング」は「覆い隠す」の意味で専門的には「養生」と呼ばれ、マスキングテープは養生資材に分類される。粘着力が弱くて剥がしやすく切りやすいため、仮止めにも使われる。近年ではさまざまな色や柄のマスキングテープが発売され、装飾やラッピングなどに幅広く用いられるようになり人気が高まっている。

## 歴史
マスキングテープは、3Mの従業員であったリチャード・ドリューによって発明された。ドリューは、自動車塗装工たちが自動車に、糊やサージカルテープで張ったブッチャーペーパーを剥がそうとするとき、自動車の塗装まで剥がされているのを見た。その剥脱した部分を再度塗りなおすと、コストがかさむことを感じたドリューは、粘着力の低いテープの必要性を痛感し、研究を始めた。試行錯誤をかさね、1925年にドリューはマスキングテープを世に送り出した。ただしこのマスキングテープには伸縮性がなかったため、後にクレープペーパーを使った伸縮性のある商品に改良された。
日本では、1918年に日進工業合資会社の芳川作次郎が紙絆創膏・紙テープの実用新案を登録、1938年に日本粘着テープ工業株式会社（現：寺岡製作所）が塗装用火薬包装用として和紙製のマスキングテープの製造を開始した。これ以降、世界で和紙製のマスキングテープが使われるようになった。
以上のように、元来はもっぱら塗装現場や撮影現場などの専門職の人たちが作業箇所以外の部分を汚さないため、あるいは資材の識別のために用いるものであった。絵画やプラモデルのエアブラシ塗装のマスキングにも用いられ、液体のマスキングゾルやシート状のマスキングシートも併用される。のちに柄入りの装飾用マスキングテープが売り出されるなど「雑貨」として捉え直されることとなり、文房具愛好家の間に爆発的な人気が出るに至った。近年では著名デザイナーとコラボしたマスキングテープや北欧風のかわいい柄のマスキングテープ等も販売されている。

## 種類

### 養生用マスキングテープ

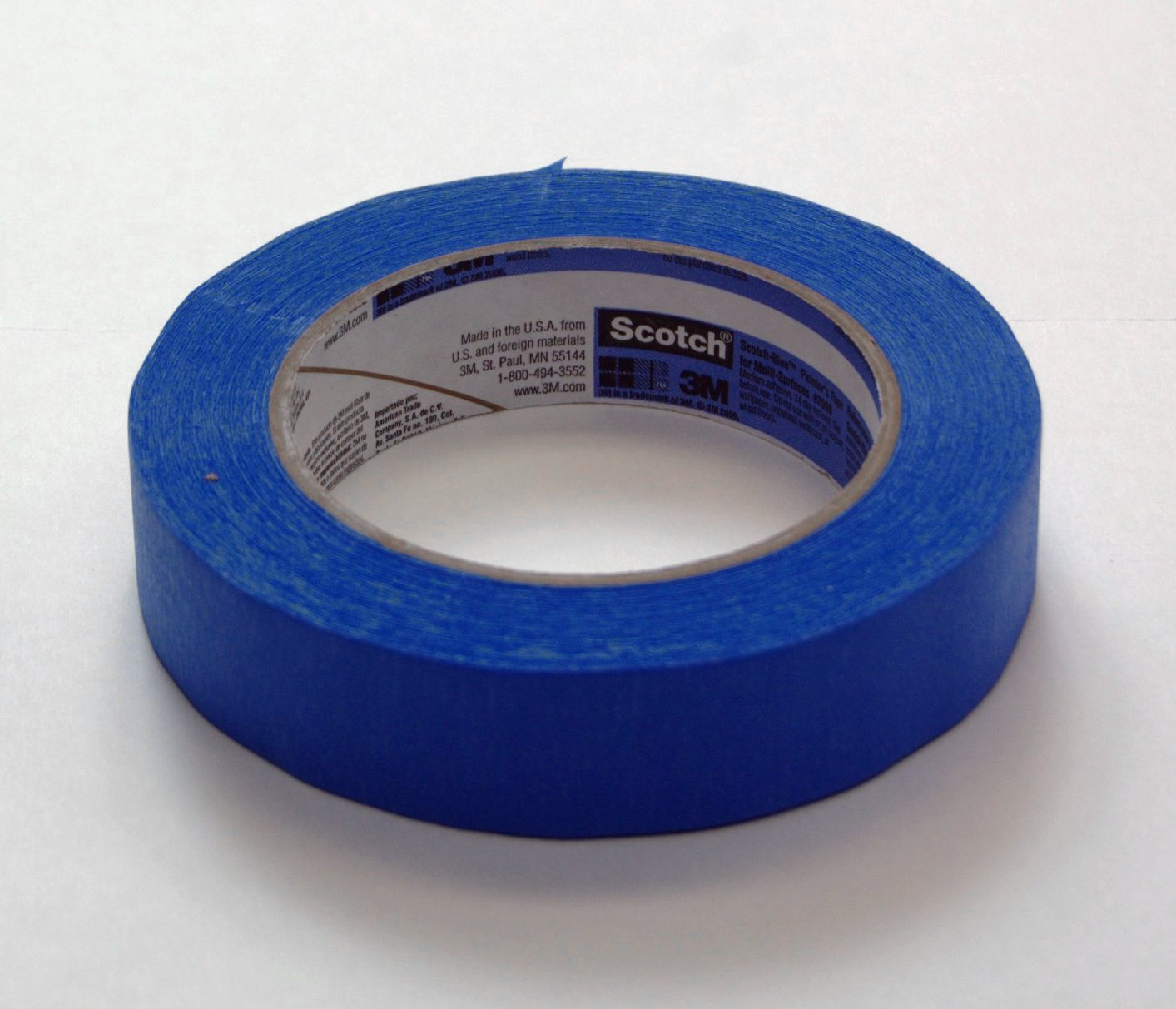
絵画の着彩用マスキングテープ

材質・幅・色・柄はさまざまで、粘着力も商品によって異なり、使用用途によって使い分ける。基材は紙・ビニール、粘着材はゴム系・アクリル系のものが使われる。メーカーによって異なるが、一般に水色はシーリング（コーキング）用、白色は建物塗装用、黄色は溶剤と熱に強い自動車塗装用と色で区別されている。ホームセンター等で入手できるものは、基材は和紙で粘着力が弱くのり残りの少ないものが一般的。

### 装飾用マスキングテープ

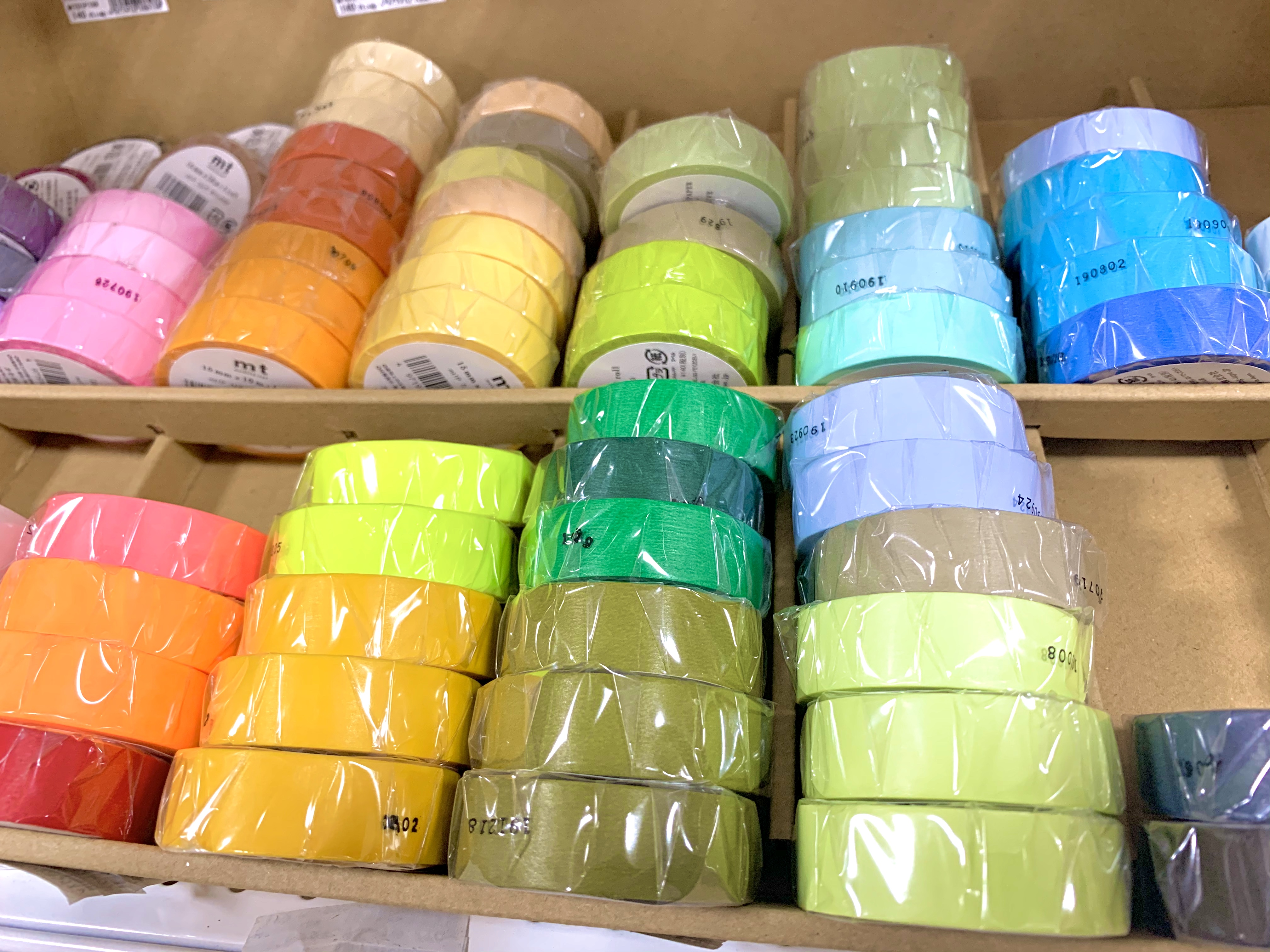
色付きの装飾用マスキングテープ

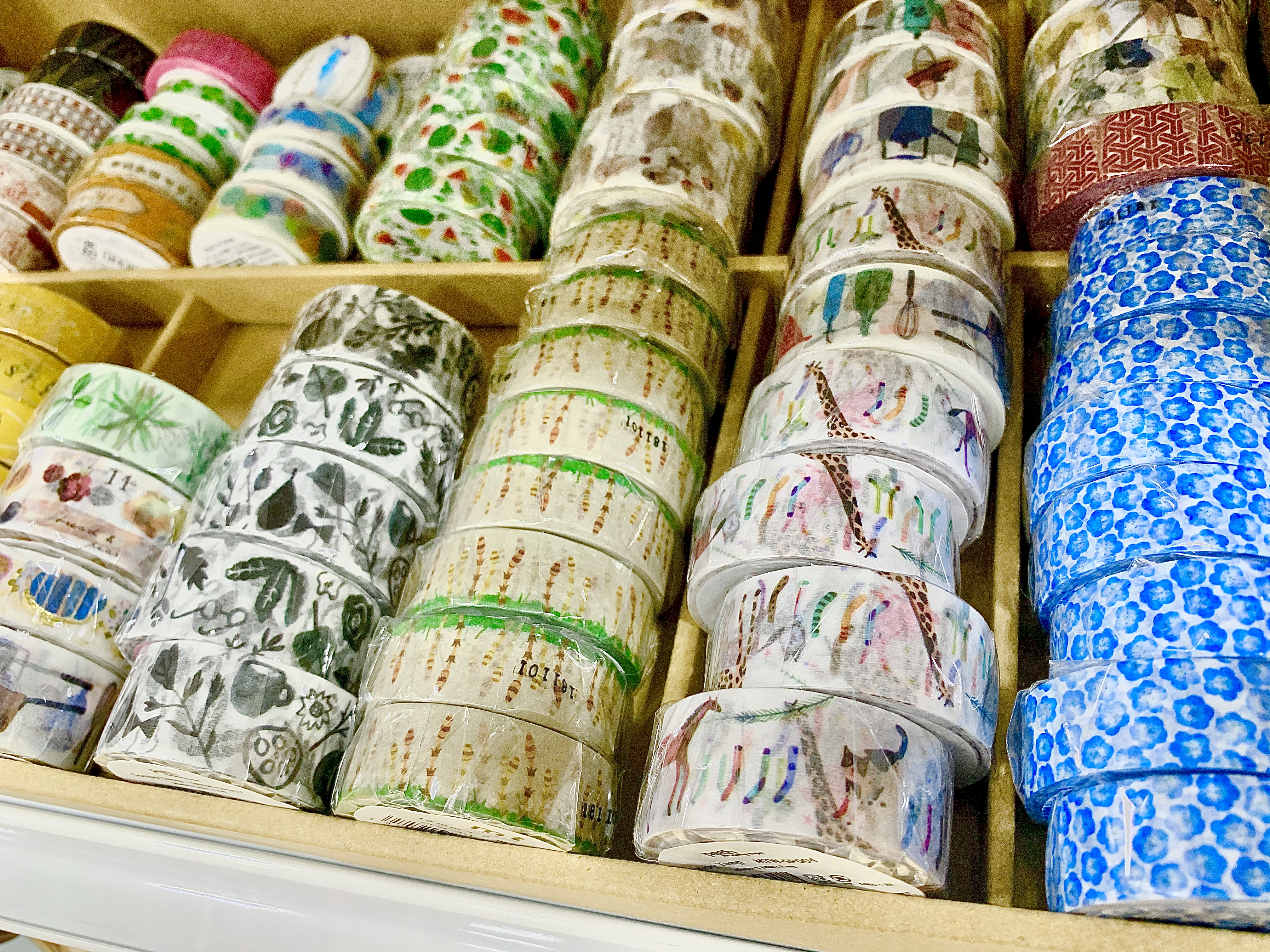
柄付きの装飾用マスキングテープ

装飾用のマスキングテープは特に「マステ」と略称されることもある。カラフルな工業用マスキングテープに着目した愛好家により、本来の養生の目的から離れて手帳などの装飾から梱包、DIYまで幅広く用いられ、人気を集めている。近年ではさまざまな色、柄の装飾用・文具用マスキングテープが文具店や100円ショップなどで販売されており、文言が印刷された実用的なものから駅名標が印刷されたものまで、用途も種類も広がりを見せている。基材は和紙が多いが、布も用いられる。
なお粘着力はセロハンテープよりも弱いものが多く、また経年劣化でも粘着力が低下するため、郵便物の封かんや物品の長期保存などの用途での使用には向かない。

### 養生テープ

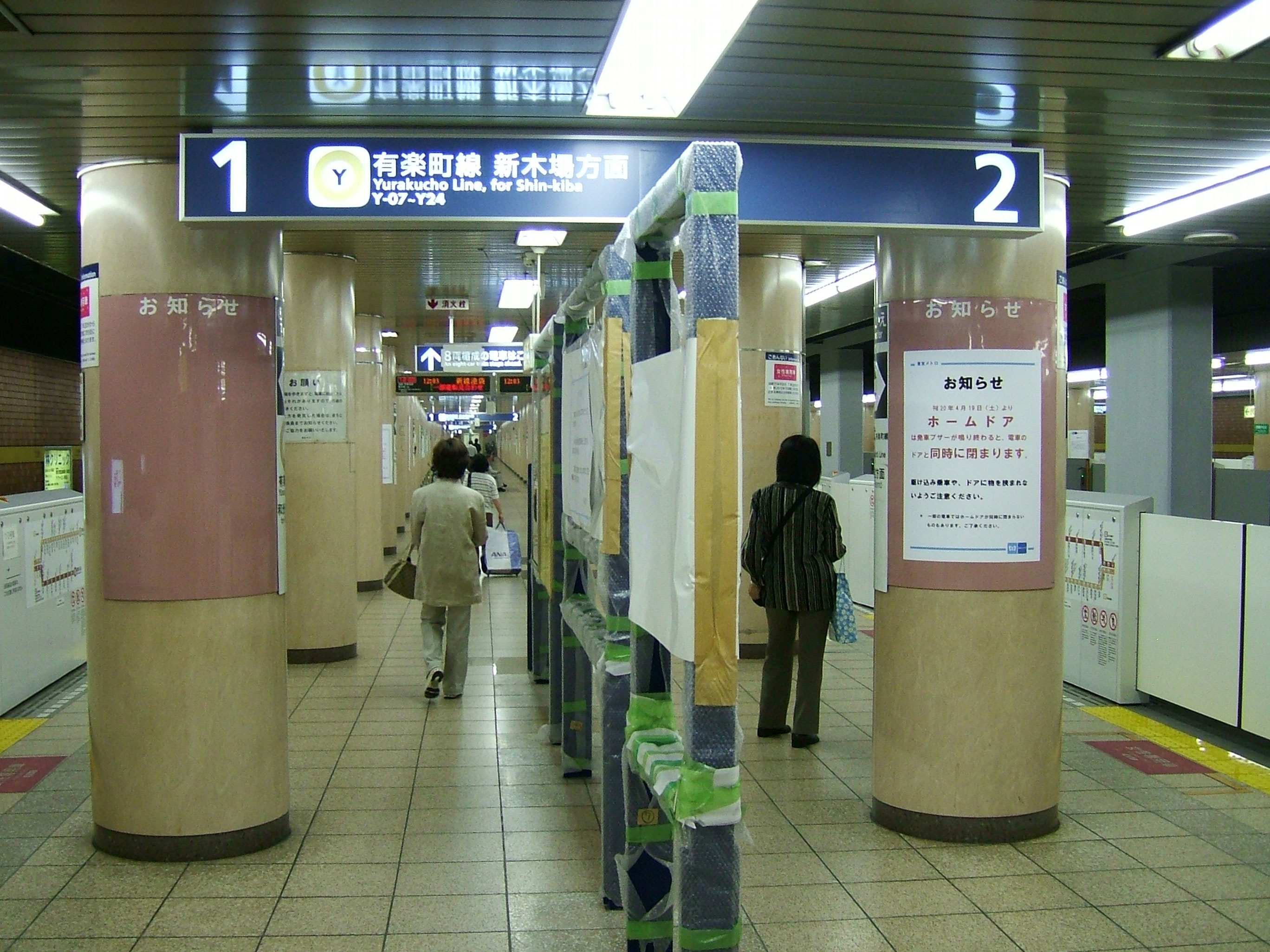
養生テープの使用例

養生用テープのうち、一般的なガムテープとほぼ同じ形状（幅50ミリ前後）で、基材がポリエチレンやポリエステルのものを特に養生テープと呼ぶ。
手早く作業ができるように、ハサミなどを用いなくても繊維に沿って手で簡単に切ることができる。一時的に貼ることを前提としているため、ガムテープに比較して粘着力は弱く、剥がしても跡が残りにくい。また、剥がし忘れのないように色はガムテープと比べて多く、緑や青、白などがある。
養生の用途以外にも、剥がしやすい特性を活かして台風などで窓ガラスが割れた時に破片が飛散するのを防ぐ目的で予め窓ガラスに貼るなど、災害対策にも用いられる。

## 主なメーカー
- 3M -  Scotchシリーズの商品
- スリーエム ジャパン - アメリカ3M社のマスキングテープ等を輸入・製造販売しており、車両塗装用に強みを持つ
- 日東電工 - 建築塗装用に強みを持ち、建築塗装用マスキングテープ No.720が有名
- カモ井加工紙 - シーリング用に強みを持ち、装飾・ラッピング用のmtシリーズが有名
- bande - 図柄を1枚ずつめくって使える装飾用マスキングロールステッカーを販売
- 光洋化学-カットエース、エースクロス
- ニトムズ
- 積水化学工業
- 寺岡製作所 - 日本で初めて和紙製のマスキングテープを発売
- リンレイテープ  - 和紙粘着テープ・和紙マスキングテープに強みを持つ
- ラウンドトップ - 装飾・ラッピング用マスキングテープのメーカー、型抜き・ダイカットと呼ばれるマスキングテープを開発
- タミヤ - 模型用
- ダイヤテックス - パイオランテープ

など